# Chadid
Chadid (hebrejsky חָדִיד, v oficiálním přepisu do angličtiny Hadid) je vesnice typu mošav v Izraeli, v Centrálním distriktu, v Oblastní radě Chevel Modi'in.

## Geografie
Leží v nadmořské výšce 69 metrů v hustě osídlené a zemědělsky intenzivně využívané pobřežní nížině, nedaleko od úpatí kopcovitých oblastí v předhůří Judeje a Samařska. Severně od vesnice vstupuje do pobřežní nížiny tok Nachal Natuf.
Obec se nachází 19 kilometrů od břehu Středozemního moře, cca 19 kilometrů jihovýchodně od centra Tel Avivu, cca 35 kilometrů severozápadně od historického jádra Jeruzalému a 3 kilometry severovýchodně od města Lod. Leží v silně urbanizovaném území, na jihovýchodním okraji aglomerace Tel Avivu. 5 kilometrů severozápadním směrem od mošavu se rozkládá Ben Gurionovo mezinárodní letiště. Chadid obývají Židé, přičemž osídlení v tomto regionu je etnicky převážně židovské. Pouze ve městech Lod a Ramla ležících jihozápadně odtud je cca dvacetiprocentní menšina Arabů.
Chadid je na dopravní síť napojen pomocí místní silnice číslo 444. Jižně od mošavu probíhá dálnice číslo 1 z Tel Avivu do Jeruzalému. Z ní východně od vesnice odbočuje k severu dálnice číslo 6 (takzvaná Transizraelská dálnice). Související dálniční křižovatka patří k nejfrekventovanějším dopravním uzlům v zemi.

## Dějiny
Chadid byl založen v roce 1950. Názvem odkazuje na stejnojmenné starověké město Chadid, které tu stávalo a jehož jméno pak udržovala arabská vesnice al-Hadita, jež se zde rozkládala do roku 1948. Nacházela se cca 1 kilometr jihovýchodně od současného mošavu, v lokalitě Tel Chadid. V helénistickém období byla nazývána Adida. V roce 1931 v této arabské vesnici žilo 520 lidí v 119 domech. Stála tu od roku 1924 i základní chlapecká škola. V červenci 1948 během války za nezávislost vesnici al-Hadita v rámci Operace Danny dobyla izraelská armáda a arabské osídlení tu skončilo. Zástavba vesnice pak byla v září 1948 zbořena, s výjimkou jednoho domu.
Původně zde roku 1949 vznikl kibuc, který se roku 1950 proměnil na mošav. Osídlila ho skupina Židů z Jemenu, později další skupina židovských přistěhovalců z Rumunska. Obyvatelstvo je napojeno na náboženskou sionistickou organizaci ha-Po'el ha-Mizrachi.
Správní území vesnice dosahuje cca 2000 dunamů (2 kilometry čtvereční). Pozůstatky starobylého osídlení se dochovaly v lokalitě Tel Chadid východně od mošavu.

## Demografie
Podle údajů z roku 2014 tvořili naprostou většinu obyvatel v Chadid Židé (včetně statistické kategorie "ostatní", která zahrnuje nearabské obyvatele židovského původu ale bez formální příslušnosti k židovskému náboženství).
Jde o menší obec vesnického typu s dlouhodobě rostoucí populací. K 31. prosinci 2014 zde žilo 834 lidí. Během roku 2014 populace stoupla o 4,1 %.
| Rok            | 1961 | 1972 | 1983 | 1995 | 2001 | 2003 | 2004 | 2005 | 2006 | 2007 | 2008 | 2009 | 2010 | 2011 | 2012 | 2013 | 2014 |
| -------------- | ---- | ---- | ---- | ---- | ---- | ---- | ---- | ---- | ---- | ---- | ---- | ---- | ---- | ---- | ---- | ---- | ---- |
| Počet obyvatel | 337  | 402  | 419  | 483  | 563  | 579  | 556  | 544  | 548  | 567  | 582  | 574  | 634  | 709  | 756  | 801  | 834  |